# Schloss Hall

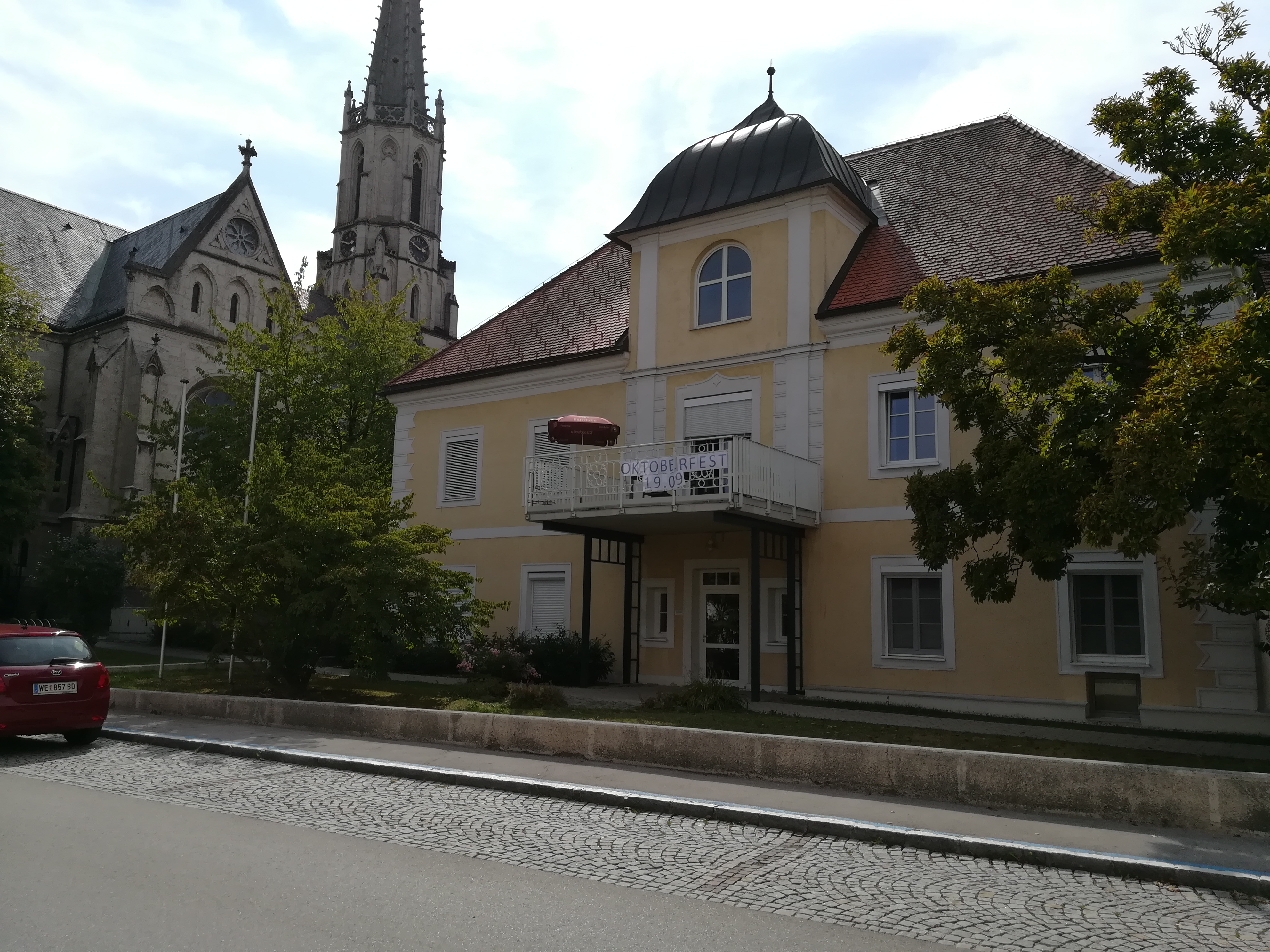
Schloss Hall

Das Schloss Hall liegt in der Gemeinde Bad Hall im Bezirk Steyr-Land in Oberösterreich (Linzerstraße 1). Heute ist hier das „Seniorenwohnhaus Schloss Hall, Caritas für Betreuung und Pflege“ untergebracht.

## Geschichte
Zur Zeit der Wittelsbacher Herrschaft über Hall im 13. Jahrhundert stand hier wahrscheinlich eine kleine Burg mit mehreren unterirdischen Fluchtgängen (Reste davon sieht man angeblich noch im Keller). Das Schloss selbst entstand als „befreiter Adelssitz“ 1644 aus einem bürgerlichen Haus. 1654 wurden der Ort und das Schloss durch Kaiser Ferdinand III. an den Grafen Maximilian von Trautmannsdorf als Pfandherrschaft übergeben. Von diesem gelangte es an seinen Sohn Adam Mathias, verehelicht mit Eva Johanna von Starhemberg. Der nächste in der Reihe der Besitzer war deren Sohn Johann Josef, verheiratet mit der Gräfin Maria Therese von Paar. Deren Sohn Franz Norbert, verheiratet mit Gräfin Florentia Josefa von Gavre, erhielt den Titel Reichsgraf und nannte sich Reichsgraf von Trautmannsdorf und Freiherr von Gleichenberg.
Bis 1848 blieb Hall im Besitz der Trautmannsorfs, dann folgten bürgerliche Besitzer. Als solche sind Julie Merzeder und Karl Masarei (1860) bekannt.

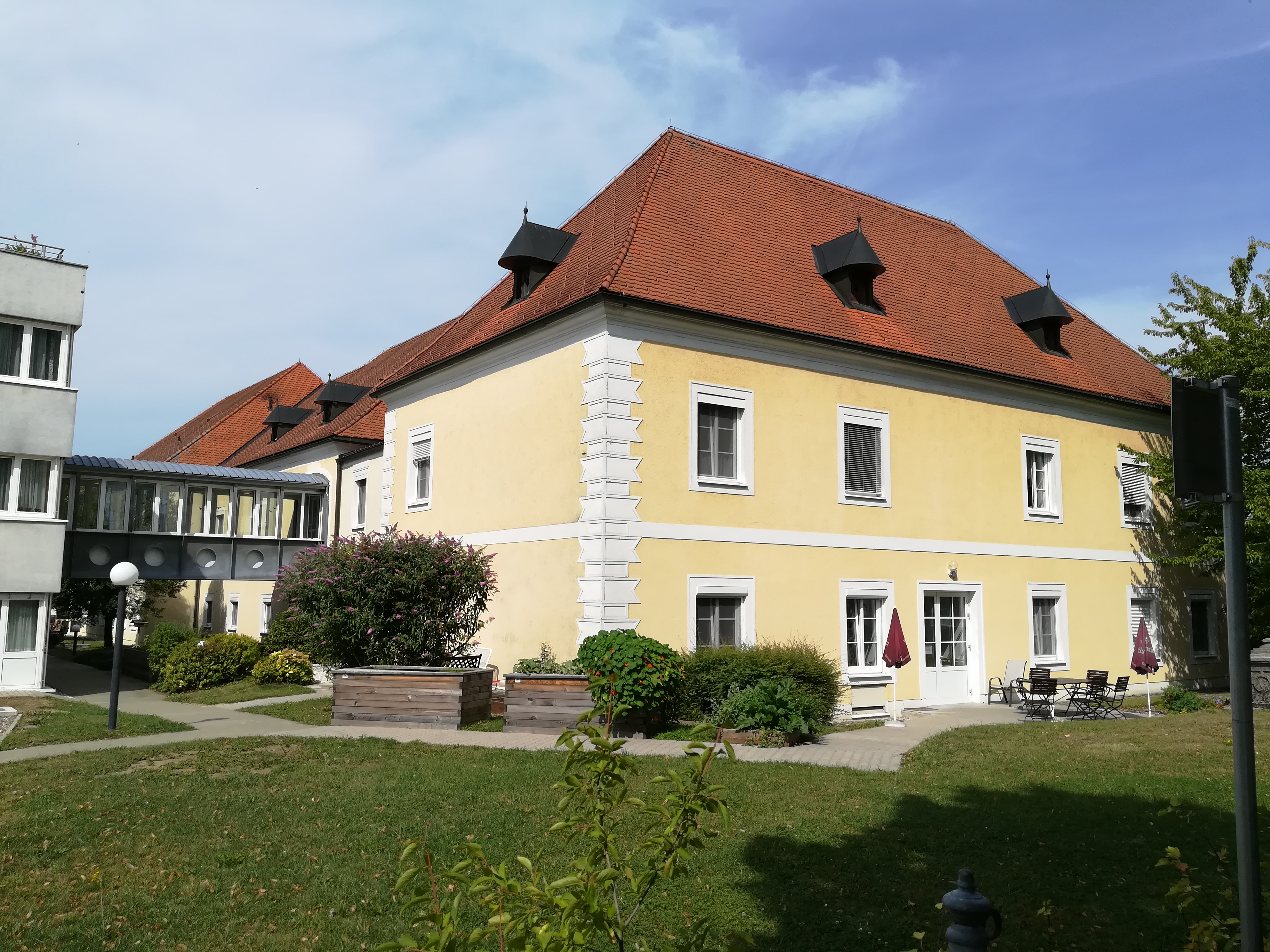
Gartenseite von Schloss Hall

## Schloss Hall heute
1941 wurde das Gebäude vom Diözesan-Caritasverband erworben und zu einem Altersheim umgestaltet. Während des Zweiten Weltkriegs waren Südtiroler Umsiedler untergebracht; 1944 wurde das Linzer Kinderkrankenhaus hier einquartiert. 1948 wurde es wieder an die Caritas zurückgegeben und seit 1949 besteht hier ein Altenheim der Caritas.
Das Gebäude ist zweigeschoßig und besitzt einen blechgedeckten Mansardturm. Das Mauerwerk ist mit Putzfaschen gegliedert und hat eine Diamantquaderung an den Gebäudeecken.